# Axel Springer SE

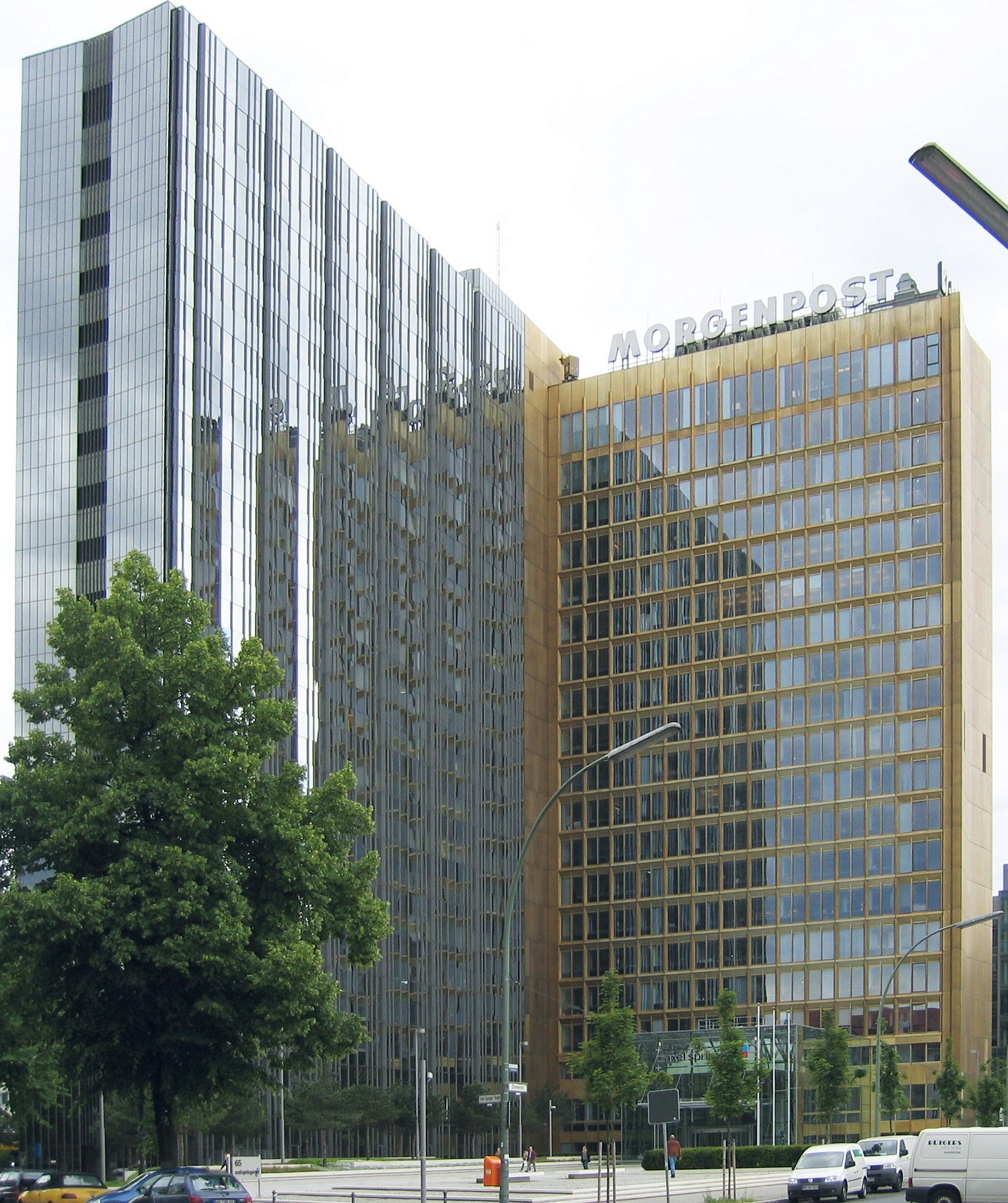
Axel Springer-koncernens huvudkontor i Berlin.

Axel Springer SE, eller Axel Springer Verlag, ASV, är en tysk mediakoncern grundad av Axel Springer.
Koncernen dominerar sedan 1960-talet stora delar av den tyska mediavärlden och äger en rad stora tidningar, såväl dagstidningar som vecko- eller månadsmagasin, bland annat Bild. Man har även stora intressen i andra bolag, bland annat inom TV, både i Tyskland och i utlandet.

## Historia
Axel Springer Verlag grundades 1946 i Hamburg och gav först ut Hörzu (1946), Hamburger Abendblatt (1948) och den ursprungliga Bild (1952). 1953 köpte Springer Die Welt GmbH med tidningar Die Welt (med Welt am Sonntag) och Das neue Blatt. 1956 stod förlagshuset i Hamburg klart.
1959 köpte man majoriteten av Ullstein-Verlag i Västberlin och därmed B.Z. och Berliner Morgenpost. 1966 stod förlagshuset vid Berlinmuren klart och huvudkontoret flyttades från Hamburg till Västberlin. Från mitten av 1950-talet arbetade Axel Springer starkt för Tysklands återförening och byggandet av det nya huvudkontoret vid gränsen till Östberlin var en symbol för detta. 
68-rörelsen protesterade mot Springerpressen som man såg som en fiende. Springerpressen vände sig mot den vänstervåg som kom i slutet av 1960-talet i studentkretsar. 1972 genomförde Röda armé-fraktionen ett bombattentat mot Springers förlagshus i Hamburg. 
1974 utkom Heinrich Böll med boken Katharina Blums förlorade heder (Die verlorene Ehre der Katharina Blum) där han skarpt kritiserade den tyska kvällspressen. Günter Wallraff har under decennier tillhört Springer-koncernens fränaste kritiker, framförallt mot Bild. Under namnet Hans Esser arbetade Wallraff på Bild och lärde sig vilka arbetsmetoder tidningen hade. Wallraff publicerade detta i boken Der Aufmacher och fick stor uppmärksamhet. 
1980-talet innebar att man breddade utbudet med tidningar som Bild der Frau och Sport-Bild. 1984 gick man in i TV-branschen som delägare i Sat.1.
1985 dog Axel Springer och hans änka Friede Springer tog över ledningen av koncernen.
Under 1990-talet har man expanderat även utanför Tyskland.
2013 såldes ett flertal tidningar och tidskrifter till Funke Mediengruppe, bland dessa dagstidningarna Berliner Morgenpost och Hamburger Abendblatt.

## Dagstidningar
Urval av dagstidningar ägda av Axel Springer SE.
- Bild (med Bild am Sonntag)
- Die Welt (med Welt am Sonntag) och Welt kompakt
- B.Z. (med B.Z. am Sonntag)

## Tidskrifter
- Sportbild
- Autobild
- Computerbild

## Klassificerad media
- SeLoger
- Stepstone
- immowelt

## Marknadsföring i media
- Awin
- idealo
- Rabattkalas.se
- ShopALike.se
- Bonial
- ShareASale
- Finanzen.net